# Macromeris violaceus
Macromeris violaceus is een wesp uit de familie der spinnendoders (Pompilidae).

## Kenmerken
Dit insect bezit roodbruine, iriserend paarse vleugels. Op de tibia bevinden zich sporen. De lichaamslengte varieert van 5 tot 5,5 cm.

## Verspreiding
Deze soort komt voor in Zuidoost-Azië.